# Bank of Moscow

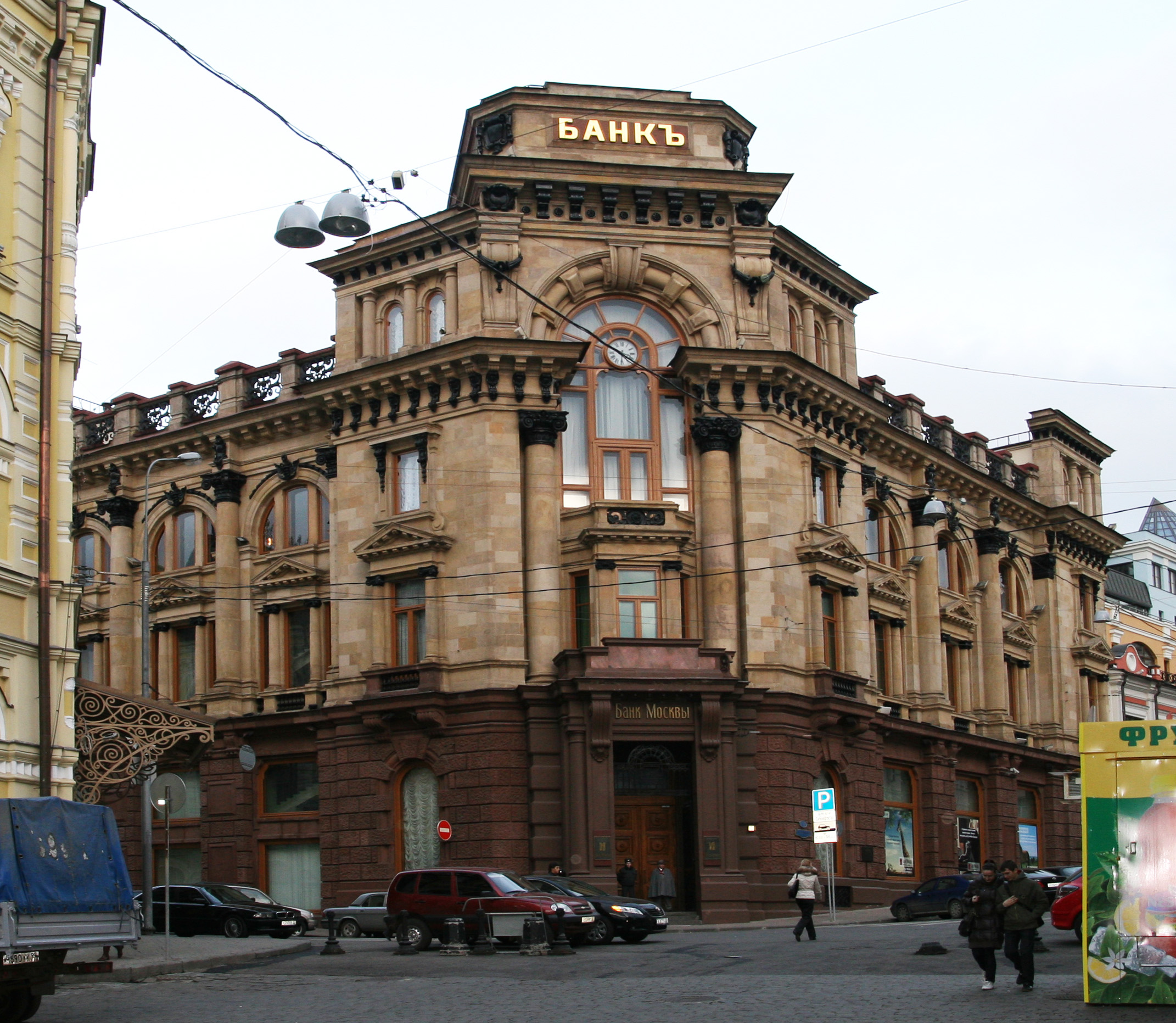
Hauptsitz der Bank in Moskau

Die Bank of Moscow (russisch Банк Москвы) ist ein russisches Kreditinstitut mit Firmensitz in Moskau.
Die Bank wurde im März 1995 gegründet. Sie bietet im Großraum Moskau sowie einer Reihe weiterer Regionen Russlands diverse Finanzdienstleistungen sowohl für Geschäfts- als auch für Privatkunden an. Nach Firmenangaben beträgt die Anzahl der Geschäftskunden über 103.000 und die Anzahl der Privatkunden der Bank rund 8,4 Millionen.  Der Gewinn vor Steuern soll sich im Jahre 2006 auf 7,95 Milliarden Rubel belaufen haben, was einer Steigerung von 39 % gegenüber dem Vorjahr entspricht. 
Die Bank of Moscow ist zu 46,5 % (Stand 2010) im Besitz der Stadt Moskau. Weitere Großaktionäre sind unter anderem das Energieunternehmen Mosenergo, die Ölkonzerne Surgutneftegas und Lukoil sowie die Investmentbanken Bear Stearns und Goldman Sachs.
Es bestehen im Großraum Moskau über 130 Zweigstellen der Bank of Moscow (Stand Dezember 2010). Seit 2011 gehört das Kreditinstitut zur VTB Bank. 

## Sanktionen
Seit 2014 ist die Bank of Moscow auf Sanktionslisten der Vereinigten Staaten und der Europäischen Union.